# Парламентские выборы в Италии (1934)
Всеобщие парламентские выборы в Италии 1934 года прошли 25 марта. На них были утверждены 535 членов Палаты депутатов Королевства Италия от правящей Национальной фашистской партии. Как и предыдущие, эти выборы прошли в форме плебисцита, в ходе которого избирателям было предложено проголосовать за или против единственного списка кандидатов, предложенный Большим фашистским советом. Процедура голосования была составлена так, что избиратели не могли быть абсолютно уверены в соблюдении тайны голосования, хотя формально закон гарантировал конфиденциальность. Неудивительно, что список кандидатов Большого фашистского совета одобрили 99,84% участников голосования.
Доля активных избирателей по сравнению с предыдущими выборами вновь повысилась, почти достигнув максимума. В голосовании приняли участие 10 061 978 человек из 10 526 504 имевших право голоса (население Италии на тот момент превышало 42 млн), таким образом явка составила 95,59 %.
Эти выборы оказались последними в истории фашистской Италии. В 1939 году при формировании Палаты фасций и корпораций (такое название носила Палата депутатов XXX созыва) не проводилось ни выборов, ни плебисцита, все её члены, «национальные советники» (итал. Consiglieri Nazionali), были назначены Большим фашистским советом, Национальным советом Национальной фашистской партии и Национальным советом корпораций.

## Результаты выборов
|                           |                                |            |        |               |  |  |  |
| Партия                    | Партия                         | Голосов    | %      | Мест получено |  |  |  |
|                           | Национальная фашистская партия | 10 045 477 | 99,85  | 400           |  |  |  |
| Против                    | Против                         | 15 201     | 0,15   |               |  |  |  |
| Всего                     | Всего                          | 10 060 678 | 100,00 | 400           |  |  |  |
|                           |                                |            |        |               |  |  |  |
| Действительных голосов    | Действительных голосов         | 10 060 678 | 99,99  |               |  |  |  |
| Недействительных голосов  | Недействительных голосов       | 1300       | 0,01   |               |  |  |  |
| Всего голосов             | Всего голосов                  | 10 061 978 | 100,00 |               |  |  |  |
| Явка избирателей          | Явка избирателей               | 10 526 504 | 95,59  |               |  |  |  |
| Источник: Nohlen & Stöver |                                |            |        |               |  |  |  |

## Источник
- Direct Democracy. Italy, 24 May 1929: Fascist single list Архивная копия от 29 июня 2019 на Wayback Machine (нем.)